# Carcere di Spini di Gardolo
Il carcere di Spini di Gardolo è una casa circondariale che si trova in periferia nord di Trento. La struttura è stata costruita dalla Provincia autonoma di Trento nel 2010.

## Storia
L'edificio è stato inaugurato il 31 gennaio 2011 dopo 3 anni e 8 mesi di lavori (ed è stato terminato con un anno di anticipo rispetto ai termini prestabiliti).  Angelino Alfano, il Ministro della Giustizia in carica all'inaugurazione del carcere, affermava che: "la Casa Circondariale di Trento rappresenta un modello da seguire per il resto del paese".

## I detenuti
Il numero di detenuti nel 2014 era inferiore alla capacità ordinaria fissata in 240, definita con uno specifico Accordo tra l’Amministrazione penitenziaria e la PAT. Inoltre, già dal 2015, si è registrato un significativo incremento delle presenze (+129), il cui numero, con qualche oscillazione, si è pressoché mantenuto anche negli anni successivi raggiungendo punte di circa 350 unità.
| Anno              | 31/12/14    | 31/12/15    | 31/12/16    | 31/12/17    | 31/11/18    | 31/12/18    | 31/12/19    |
| ----------------- | ----------- | ----------- | ----------- | ----------- | ----------- | ----------- | ----------- |
| Totale detenuti   | 223         | 352         | 337         | 297         | 349         | 290         | 336         |
| di cui donne      | 20          | 12          | 20          | 21          | 25          | 22          | 27          |
| di cui stranieri  | 157 (70,4%) | 243 (69,0%) | 225 (66,8%) | 215 (72,4%) | 239 (68,5%) | 191 (65,9%) | 199 (59,2%) |
| di cui definitivi | 167 (74,9%) | 264 (75,0%) | 245 (72,7%) | 215 (72,4%) | 259 (74,2%) | 219 (75,5%) | 239 (71,1%) |

## Struttura e Caratteristiche
La struttura sorge su un'area demaniale di 110.000 metri quadrati, di cui 18.000 coperti, per un totale pari a 130.000 metri cubi. È particolarmente moderna: sono presenti ampi spazi e un sistema di monitoraggio e di apertura e chiusura dei blindi di tipo elettronico, che permette di ridurre al minimo la presenza umana nelle sezioni detentive. La casa circondariale è situata nell'area industriale-artigianale extraurbana di Spini, a nord di Trento.
Oltre agli uffici con funzioni amministrative, la struttura è composta da tre edifici: uno più piccolo per i semiliberi, uno per le sezioni maschili e uno per la sezione femminile. Quest'ultimo è suddiviso in due piani ma solo il primo piano è occupato, vista la poca necessità.
Le sezioni maschili sono articolate su tre piani: ogni piano è composto da tre sezioni (F, G, H), a parte il terzo che ne ha solamente due. Il piano terra è dedicato agli spazi per le attività trattamentali, la matricola, gli altri uffici della polizia penitenziaria, l'infermeria, il teatro e gli spazi per il culto. Su ogni piano si trova un piccolo ambulatorio e ogni sezione ha una piccola sala per la socialità, una lavanderia e uno spazio per le telefonate.
Sono presenti due cucine, una per ogni sezione. La sezione femminile ospita anche un piccolo nido, nonostante le permanenze di madri con figli sono sempre state molto brevi. Questo perché si preferisce un trasferimento nel più vicino ICAM (Istituto a custodia attenuata per detenute madri) o avendo le stesse beneficiato dell'accesso a una misura alternativa.
Ogni piano è dotato di una ronda centrale che permette una visuale completa delle sezioni, aiutati anche dai monitor presenti in ogni sezione e un monitor ulteriore con cui è possibile controllare l'apertura e la chiusura delle porte del piano. È inoltre presente un interfono per poter comunicare con le celle. 
La struttura presenta degli spazi dedicati alla preghiera, quali una cappella e un locale destinato a moschea, due biblioteche (una per sezione), di due palestre al maschile (una fornita di macchine per l'attività di body building, l'altra è impiegata per il calcio a 5), di un campo da calcio a 5 all'aperto e di uno spazio verde intramurario riservato all'attività orto florovivaistica.

## Attività nel carcere

### Lavoro
Nel 2017 i detenuti impegnati in attività lavorative (tra cui servizi di pulizie e di cucina, spesa, manutenzione ordinaria del fabbricato e magazzino) sono 358 detenuti e 29 detenute. Per la maggior parte i detenuti sono stati coinvolte in 2 oppure 3 turni bimestrali ripetuti dopo altrettanto periodo di attesa.

### Scuola
All'interno dell'istituto vengono svolti diversi corsi: l'alfabetizzazione, la scuola media, la scuola superiore e la formazione professionale. Fino a giugno 2017, il corso di alfabetizzazione, tenuto da quattro insegnanti, ha generalmente coperto le necessità dei detenuti di madrelingua non italiana (ma non solo). Sono stati tenuti in considerazione i diversi livelli di conoscenza della lingua o comunque della materia trattata.
Nell'anno scolastico 2016-2017, il corso di scuola media è stato svolto da quattro docenti, ripartiti tra le varie materie, cinque mattine in settimana. Dei sedici detenuti iscritti, cinque hanno ottenuto il diploma. Per la sezione femminile, invece, tale corso  non è stato avviato.
Il corso di scuola superiore dal 2016-17 è un percorso quadriennale che viene gestito dal liceo "A. Rosmini" di Trento. Nel 2017 i frequentanti complessivi sono stati 54, 16 dei quali hanno ottenuto l'attestazione di obiettivo formativo raggiunto.
Nell'ambito della formazione professionale vengono offerti dei corsi di accornciatura maschile e acconciatura ed estetica femminile. Dal 2018 è stato attivato un corso biennale alberghiero, in collaborazione con il liceo A. Rosmini e l'Istituto di formazione professionale alberghiero trentino di Rovereto.